# Proza chłopska
Proza chłopska – nurt w polskiej literaturze powojennej, tworzony przez pisarzy o wiejskim pochodzeniu i podejmujący tematykę wiejską. Utwory tego nurtu poświęcone były m.in. kulturze i obyczajowości chłopskiej, zmianom cywilizacyjnym wywołanym przez migrację chłopów, rozpadowi tradycyjnej społeczności wiejskiej oraz tożsamości chłopskiej.
Literatura nurtu chłopskiego rozwijała się w latach 60. XX wieku, tracąc później na popularności i ulegając stopniowej konwencjonalizacji. Mimo tego nurt chłopski jest nadal obecny we literaturze polskiej XXI wieku, wyrażane są nawet opinie o odrodzeniu prozy chłopskiej.
Do najwybitniejszych pozycji prozy chłopskiej zalicza się m.in. Konopielkę (1973) Edwarda Redlińskiego, Nagi sad (1967) oraz Kamień na kamieniu (1984) Wiesława Myśliwskiego. Inne pozycje nurtu to m.in. Blizny i Ziemi przypisany Juliana Kawalca, Panny szczerbate i Jednorożec Mariana Pilota, Obcoplemienna ballada, Diabły i A jak królem, a jak katem będziesz Tadeusza Nowaka, Najada Zyty Oryszyn, oraz Wielkie kochanie i Appassionata Józefa Mortona.